# Lanniqing Xiang
Lanniqing Xiang (kinesiska: 烂泥箐, 烂泥箐乡) är en socken i Kina. Den ligger i provinsen Yunnan, i den sydvästra delen av landet, omkring 290 kilometer nordväst om provinshuvudstaden Kunming. Antalet invånare är 12 184. Befolkningen består av 5 911 kvinnor och 6 273 män. Barn under 15 år utgör 28,0 %, vuxna 15-64 år 64 %, och äldre över 65 år 6,0 %.
Genomsnittlig årsnederbörd är 1 202 millimeter. Den regnigaste månaden är juli, med i genomsnitt 392 mm nederbörd, och den torraste är januari, med 1 mm nederbörd.